# Julian Onderdonk

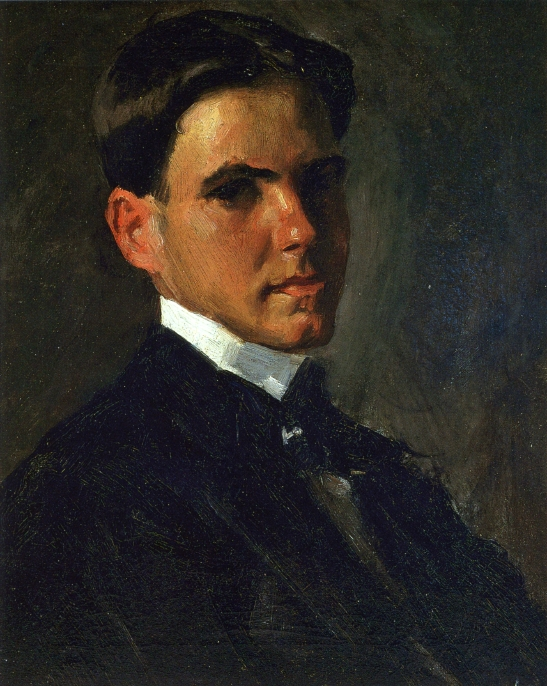
William Merritt Chase: Porträt von Julian Onderdonk, 1901. Witte Museum in San Antonio, Texas

Robert Julian Onderdonk (* 30. Juli 1882 in San Antonio, Texas; † 27. Oktober 1922 ebenda) war ein amerikanischer Maler des Impressionismus. Wegen seiner zahlreichen Landschaftsgemälde mit Bluebonnets wird er oft als „Vater der texanischen Malerei“ bezeichnet.

## Leben
Julian Onderdonk wurde als Sohn von Robert Jenkins Onderdonk und Emily Gould Onderdonk geboren. Sein Großvater Henry Onderdonk war Rektor der Saint James School in Maryland. Schon früh zeigte Julian Onderdonk Interesse und Talent für das Zeichnen und Malen. Erste künstlerische Anregungen erhielt er von Verner Moore White, einem etablierten Maler in San Antonio. Nach dem Besuch der West Texas Military Academy (heute TMI Episcopal), die er 1900 abschloss, zog Julian Onderdonk 1901 nach New York. Dort studierte er an der Shinnecock Hills Summer School of Art auf Long Island bei William Merritt Chase, einem amerikanischen Impressionisten. Anschließend versuchte er sich in New York als Freilichtmaler zu etablieren.
Julian Onderdonk lebte mehrere Jahre in New York, wo er Gertrude Shipman heiratete und mit ihr eine Tochter, Adrienne, hatte. 1909 kehrte er nach San Antonio zurück, wo er seine bekanntesten Werke schuf. Sein bevorzugtes Sujet waren Landschaften mit den für Texas typischen Bluebonnet-Blumen. Diese Gemälde zeigten die texanische Natur unter verschiedenen Licht- und Wetterbedingungen und wurden schnell populär.

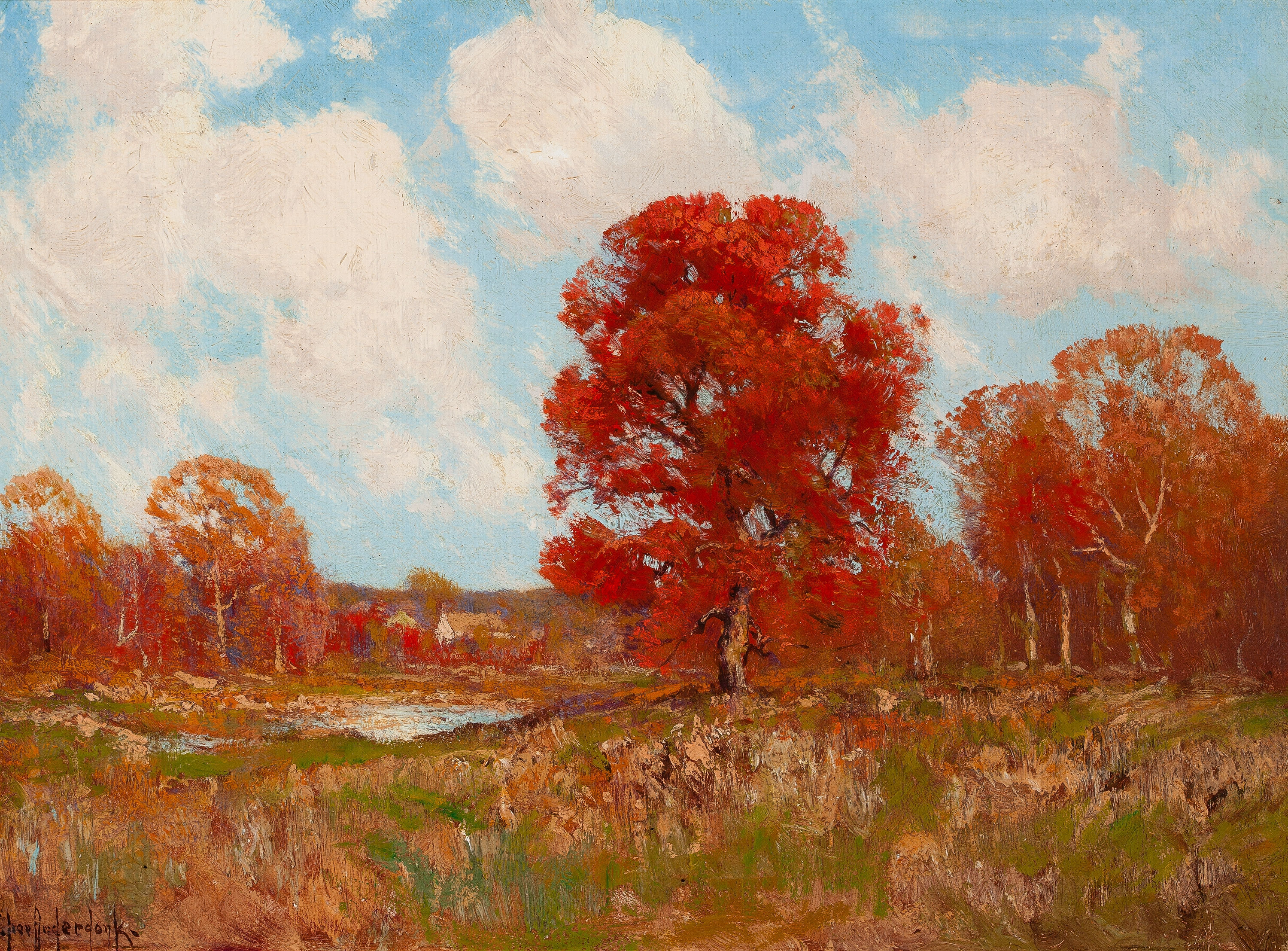
Julian Onderdonk: Fall Landscape

Seine Werke beeinflussten die Wahrnehmung der texanischen Kunstszene nachhaltig, da sie eine Alternative zu den vorherrschenden Western- und Cowboymotiven boten. Julian Onderdonk malte neben Bluebonnets auch andere Landschaften mit texanischen Flüssen, Eichen und Kakteen und setzte sich intensiv mit Licht- und Farbstimmungen auseinander.
Am 27. Oktober 1922 starb Julian Onderdonk im Alter von 40 Jahren in San Antonio. Sein künstlerisches Vermächtnis ist in zahlreichen Museen vertreten, darunter das Dallas Museum of Art, das San Antonio Museum of Art und das Witte Museum in San Antonio, das sein ehemaliges Atelier beherbergt. Das San Antonio Museum of Art veranstaltete 2017 eine große Retrospektive seines Werks.

## Werk

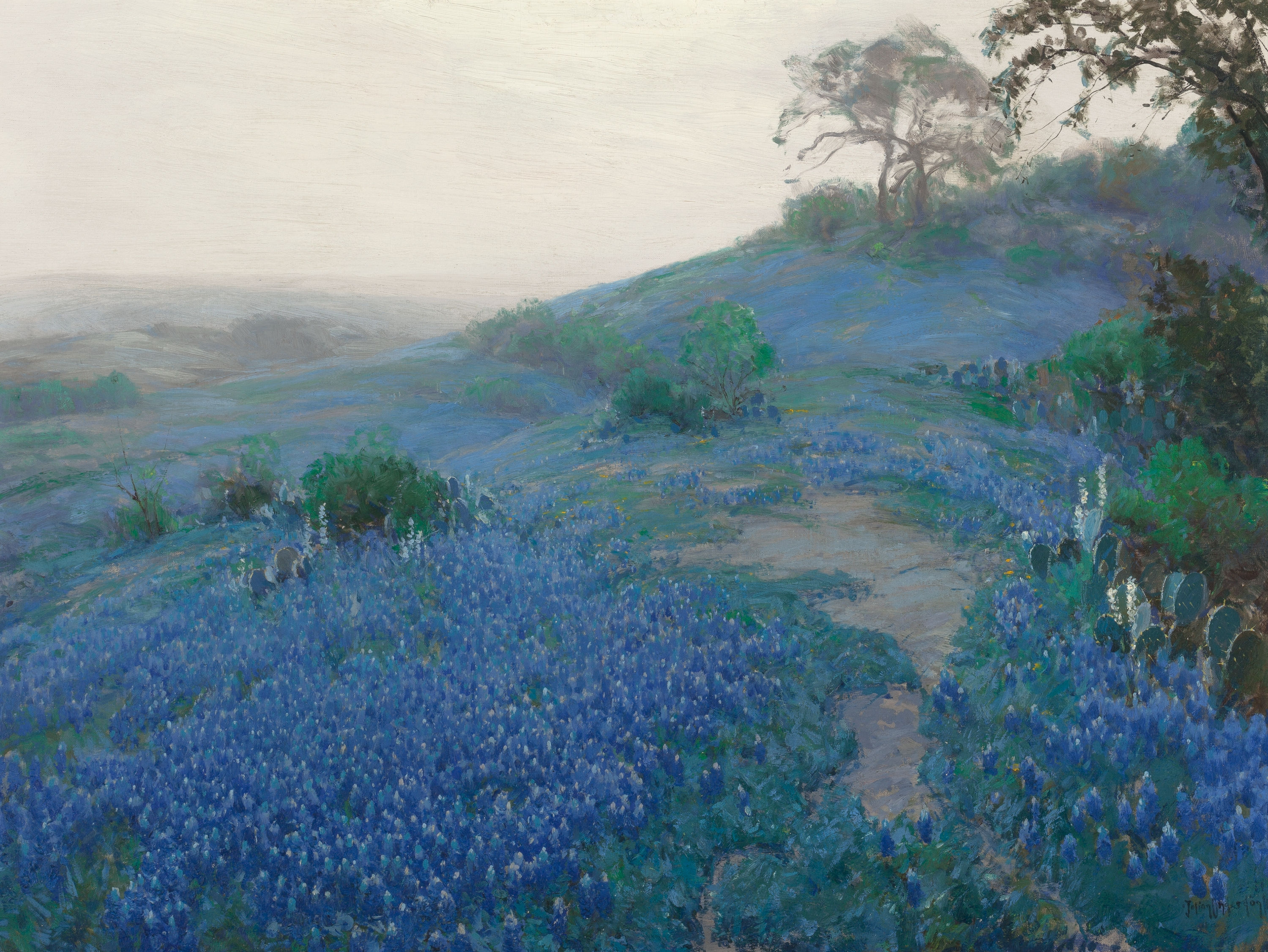
Julian Onderdonk: Blue Bonnet Field, Early Morning, San Antonio Texas, 1914

Julian Onderdonks Arbeiten zeichnen sich durch impressionistische Darstellungen der texanischen Landschaft aus, wobei er besonderes Augenmerk auf Licht und Atmosphäre legt. Seine Gemälde zeigen oft weite Felder von Bluebonnets unter dem weiten texanischen Himmel. Seine Werke trugen dazu bei, das Bild von Texas als einer blühenden und landschaftlich reizvollen Region zu prägen.